# Бернт-Прері (Іллінойс)
Бернт-Прері (англ. Burnt Prairie) — селище (англ. village) в США, в окрузі Вайт штату Іллінойс. Населення — 36 осіб (2020).

## Географія
Бернт-Прері розташований за координатами 38°15′3″ пн. ш. 88°15′30″ зх. д. / 38.25083° пн. ш. 88.25833° зх. д. (38.250876, -88.258331).  За даними Бюро перепису населення США в 2010 році селище мало площу 0,20 км², уся площа — суходіл.

## Демографія
Згідно з переписом 2010 року, у селищі мешкали 52 особи в 26 домогосподарствах у складі 16 родин. Густота населення становила 258 осіб/км².  Було 35 помешкань (173/км²).
Расовий склад населення:
| - 92,3 % — білих - 3,8 % — корінних американців |

До двох чи більше рас належало 3,8 %. Частка іспаномовних становила 1,9 % від усіх жителів.
За віковим діапазоном населення розподілялося таким чином: 13,5 % — особи молодші 18 років, 53,8 % — особи у віці 18—64 років, 32,7 % — особи у віці 65 років та старші. Медіана віку мешканця становила 48,5 року. На 100 осіб жіночої статі у селищі припадало 116,7 чоловіків;  на 100 жінок у віці від 18 років та старших — 114,3 чоловіків також старших 18 років.
Середній дохід на одне домашнє господарство  становив 54 145 доларів США (медіана — 67 750), а середній дохід на одну сім'ю — 55 728 доларів (медіана — 67 917). За межею бідності перебувало 15,2 % осіб, у тому числі 50,0 % дітей у віці до 18 років та 5,0 % осіб у віці 65 років та старших.
Цивільне працевлаштоване населення становило 29 осіб. Основні галузі зайнятості: роздрібна торгівля — 34,5 %, освіта, охорона здоров'я та соціальна допомога — 27,6 %, сільське господарство, лісництво, риболовля — 20,7 %, мистецтво, розваги та відпочинок — 13,8 %.